# Jan Popkes van der Zee
Jan Popkes van der Zee (Hemelum, 1 juli 1905 – Zwolle, 7 augustus 1954) was een Nederlands lithograaf, reclametekenaar en kunstschilder en lid van de Federatie van beroepskunstenaars. Tijdens zijn actieve periode woonde hij te Haren.

## Levensloop
Van der Zee werd geboren in het Friese Hemelum als zoon van Popke Tjallings van der Zee die boer en melkrijder was voor de fabriek in Nijega (Elahuizen). Toen hij vier jaar was verhuisde hij naar de Enkhuizerlaan in het Rijsterbos te Rijs. Van der Zee werd leerling in een steendrukkerij in Leeuwarden en volgde de avondtekenschool. Hij ging werken bij De IJsel in Deventer als ontwerper. In 1927 ging hij aan de slag bij steendrukkerij N. Hindriks en Zoon in Groningen, dat in 1931 werd samengevoegd met Hoitsema. Hier nam hij de latere kunstenaar en striptekenaar Ben van Voorn als leerling onder zijn hoede.

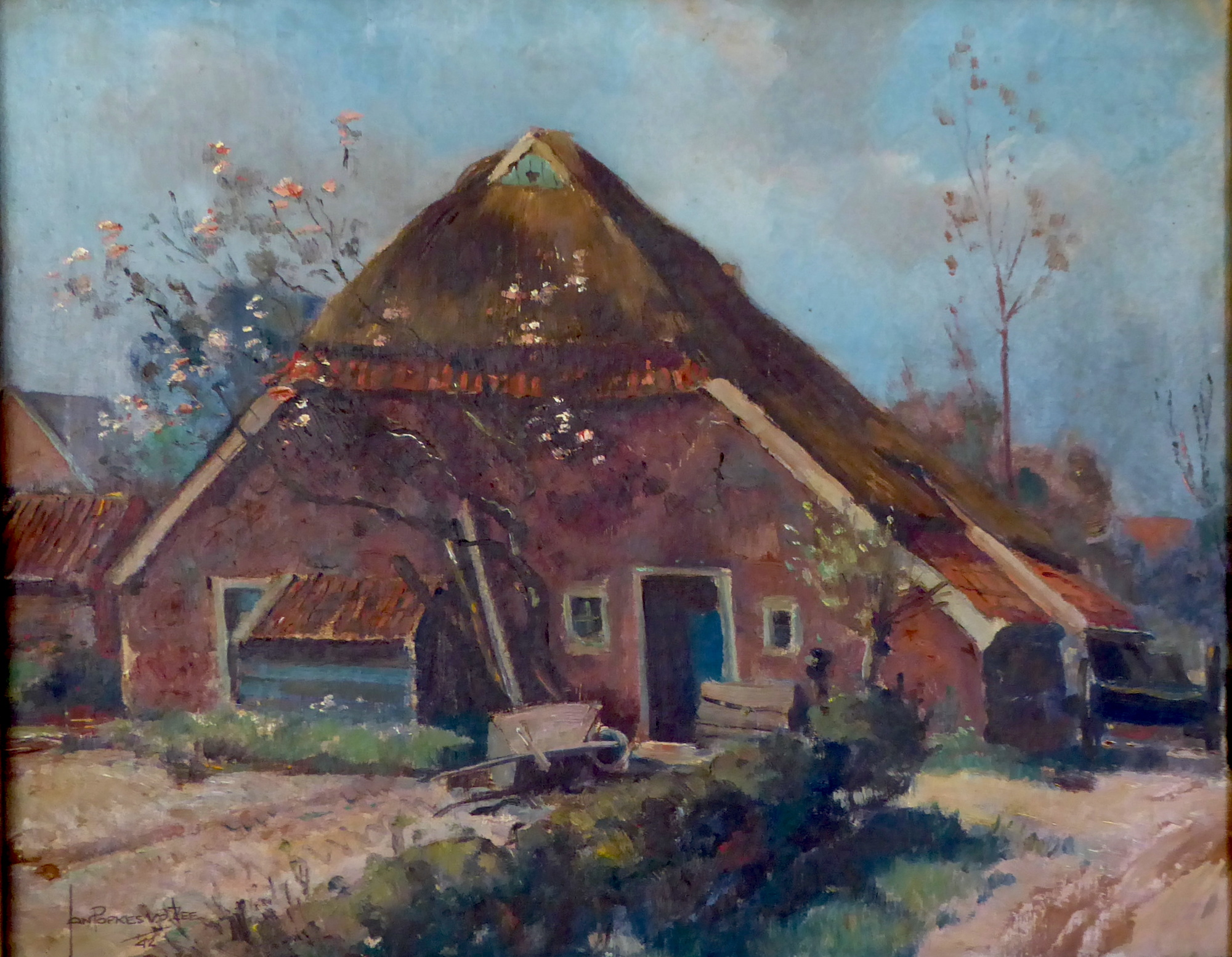
Boerderij in Drenthe

Toen hij in Haren woonde, trouwde hij met Elsje ten Brink. Ze kregen twee kinderen. In die tijd heeft hij lesgegeven aan de Academie Minerva in Groningen was hij lid van het in 1945 opgerichte Kunstcentrum Prinsenhof en maakte deel uit van het kunstenaarscollectief De Ploeg en een groep "Zes Harener schilders" die gezamenlijk werk tentoonstelden: Ties Allersma, Frits ter Braake, Arend Bosscher, Willem Tholen en Dirk Verèl. Om zich te onderscheiden van naam- en tijdgenoot Jan van der Zee signeerde hij zijn werk nadrukkelijk met zijn patroniem 'Popkes'.
Van der Zee is vooral bekend van de vele boerderijen die hij schilderde in Groningen, Friesland en Drenthe zowel in aquarel als olieverf. Tevens genoot hij grote bekendheid met het illustreren van boeken.